# Rue Ludwig-van-Beethoven
Pour l’article homonyme, voir Rue Beethoven.
La rue Ludwig-van-Beethoven est une voie de Toulouse, chef-lieu de la région Occitanie, dans le Midi de la France.

## Situation et accès

### Description
La rue Ludwig-van-Beethoven est une voie publique. Elle se trouve dans le quartier Saint-Michel.
La chaussée compte une seule voie de circulation automobile en sens unique, de la rue des Trente-Six-Ponts vers la grande-rue Saint-Michel. Elle appartient à une zone 30 et la vitesse y est limitée à 30 km/h. Il n'existe pas de piste, ni de bande cyclable, quoiqu'elle soit à double-sens cyclable.

### Voies rencontrées
La rue Ludwig-van-Beethoven rencontre les voies suivantes, dans l'ordre des numéros croissants (« g » indique que la rue se situe à gauche, « d » à droite) :
1. Rue Achille-Viadieu
2. Impasse Augustin-Thierry (d)
3. Grande-rue Saint-Michel

## Odonymie

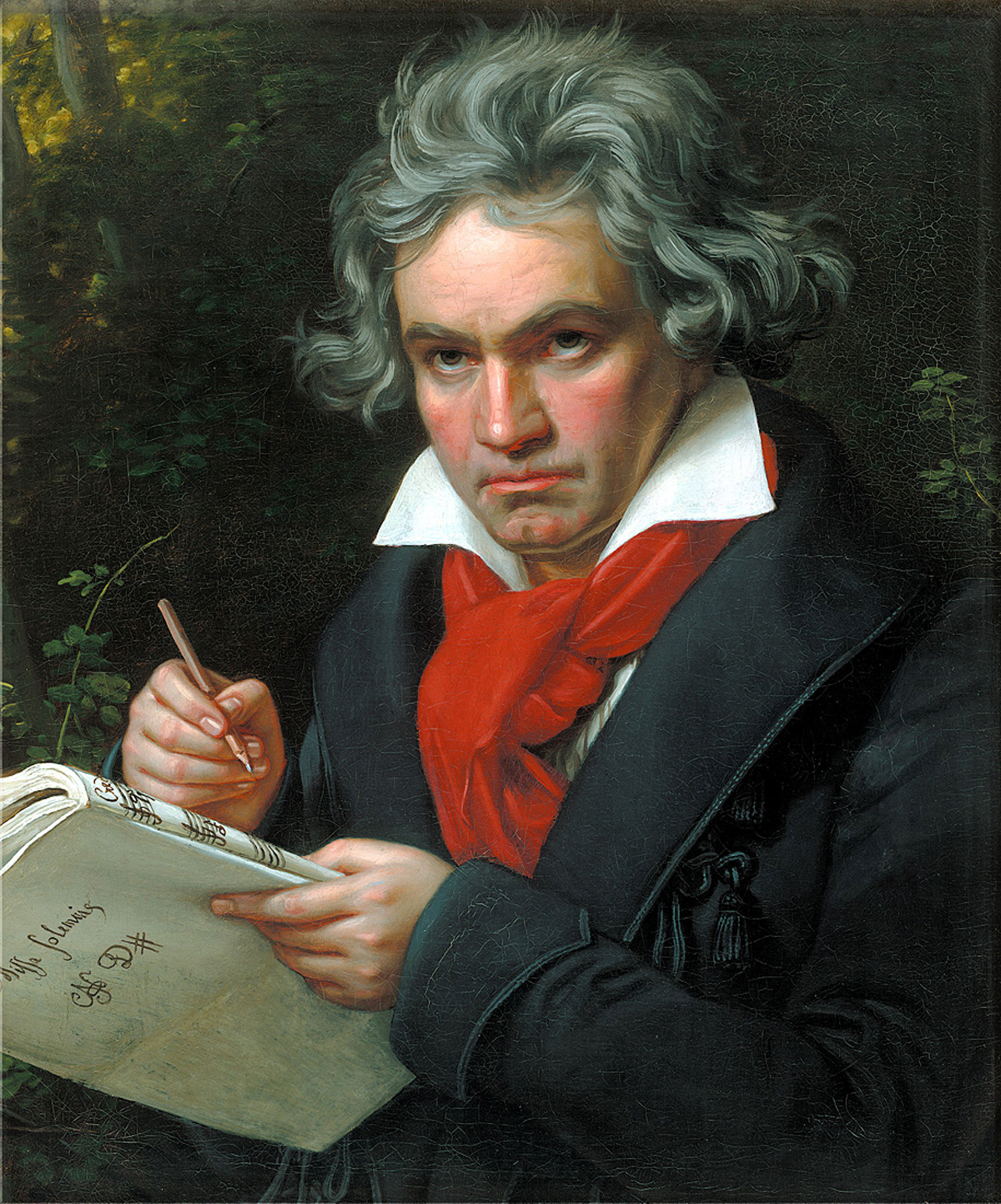
Portrait de Ludwig van Beethoven par Joseph Karl Stieler (1820, Beethoven-Haus).

En 1937, le conseil municipal a nommé la rue en hommage à Ludwig van Beethoven (1770-1827). Compositeur, pianiste et chef d'orchestre allemand, il est le dernier grand représentant du classicisme viennois, préparant l'évolution vers le romantisme.
La rue était au XVIe siècle connue comme la ruelle ou le « coin » (canton en occitan) de la Mérigonne. Il s'agirait, d'après Jules Chalande, de l'épouse d'un certain Mérigon Combres, qui tenait une auberge dans la rue des Azes (actuel no 9 rue de la Hache) : en 1595, elle aurait vendu l'auberge et se serait installée dans le faubourg Saint-Michel, dans l'actuelle rue Ludwig-van-Beethoven. C'est à partir de la fin du XVIIe siècle que la rue prit le nom de Borgne, qu'elle conserva jusqu'en 1937, mais dont l'origine n'est pas connue. Au XVIIIe siècle, elle fut aussi la rue du Piboul, qui lui venait d'une famille qui habitait dans l'actuelle impasse Augustin-Thierry. En 1794, pendant la Révolution française, on attribua à la rue le nom de la Confiance, mais il ne fut pas conservé.